# あめん
あめんは、日本のお笑いコンビである。2010年2月結成、2015年解散。ワタナベエンターテインメントに所属していた。

## メンバー
キューティー上木（キューティーうえき、本名：上木 大介（うえき だいすけ）、1978年6月20日 - ）
- 鹿児島県出身。身長163cm。

よろこんで佐藤（よろこんでさとう、本名：佐藤 昌（さとう まさし）、1980年8月25日 - ）
- 秋田県出身。身長181cm。

## 出演

### よろこんで佐藤
- NTV「エンタの神様」
- CX「アタシん家の男子」#7司会者役
- EX「Qさま! begains」
- NTV「ショーバト」
- CX「トリビアの泉」
- CS「大和芸人大百科」
- NTV「ぐるぐるナインティナイン」おもしろ荘へいらっしゃい
- NHK「爆笑オンエアバトル」
- EX「草野★キッド」
- TX「笑わせタイツアー」
- EX「タモリ倶楽部」
- TBS「ゲンセキ」
- TBS「超若手お笑い対抗DOORS！21世紀決定戦SP」

### キューティー上木
- NTV「ぐるぐるナインティナイン」
- TBS「あらびき団」
- CS「釣瓶新年会」
- CX「笑っていいとも」
- CS「フジテレビからの～」
- TBS「10カラット」
- TBS「ゲンセキ」
- NTV「エンタの神様」
- MBS「ジャイケルマクソン」
- EX 「アメトーーク」